# کلاینوبرینگن
کلاینوبرینگن (به آلمانی: Kleinobringen) یک شهر در آلمان است که در وایمارر لاند واقع شده‌است. کلاینوبرینگن ۲۹۱ نفر جمعیت دارد.